# Кариев, Абдувахит-кари Абду-Рауф
Абдувахит-кари Абду-Рауф Кариев (вариант имени: Абдувахид Кариев) (1859 — 1937) — мулла, депутат Государственной думы II созыва от коренного населения Ташкента.

## Биография
По национальности узбек. Выпускник медресе Карахана Иногам Ходжи. Был имамом мечети и мударрисом медресе Мирзы Абдуллы в старой части Ташкента. Владел домом. В политических партиях не состоял. Знал арабский и персидский языки, к 1910 году говорил на русском достаточно для того, чтобы общаться с Львом Толстым.
6 февраля 1907 года избран во Государственную думу II созыва от коренного населения Ташкента. Вошёл в Мусульманскую фракцию. Некоторые выборщики телеграфировали министру внутренних дел и подали протест в Думу с предложением необходимости аннулировать выборы на том основании, что Кариев не знает русского языка или знает его недостаточно, что вступало в противоречие со статьёй 55 Положения о выборах 5 августа 1905. Мандатной комиссией Думы Кариеву был устроен экзамен на знания русского языка и было признано, что для работы в Думе он знает его недостаточно. Мандатная комиссия Думы оспорила законность избрания Кариева депутатом, но результаты выборов аннулированы не были. Кариев аккуратно посещал все парламентские заседания и фракционные собрания. В думских комиссиях не состоял. Голосовал и поддерживал в баллотировках те группы, к которым склонялась мусульманская фракция. По его воспоминаниям он поставил перед членами мусульманской фракции вопрос о нуждах Туркестанского края, но на это получил ответ, что до возбуждения этого вопроса очередь не дошла.
31 января 1909 Кариев был арестован, ему инкриминировалось авторство двух текстов, начинающихся со слов «Любезный брат» и «О смиренные мусульмане», которые рассматривались как противогосударственные и были подписаны его именем. Одновременно с ним были арестованы 4 человека мулла Мухаммед-Рахим-Ходжа Нуретдин Ходжаев, мулла Мулла-Бердияр Мулла-Абдуль-Алиев и мударрисы (наставники в мечети) Ахмед-Ходжа-Ишан Абдул-Мумин Ходжаев и Аллаут-дин-Магзум Якуб-Ходжа Ишанов. Доказать авторство Кариева этих текстов следователям не удалось. Видимо, они были сочинены его конкурентами. Тем не менее на основании пункта I статьи 15 Туркестанского Положения его выслали на 5 лет в Тульскую губернию (наказы выборщиков от мусульман Ташкента, найденные на квартире Кариева во время обыска, содержали как социально-экономические, так и политические требования). Во время ссылки 24 сентября 1910 года Кариев ездил в Ясную Поляну и встречался с Л. Н. Толстым. Близким Толстому оказалось мнение Абдула-Лахима (так называли Кариева в Ясной поляне) о том, что собственность допустима, но лишь до известной границы, а именно следует признать неотъемлемой, священной собственностью человека произведения его труда. Позднее, узнав о смерти писателя, Кариев счёл необходимым участвовать в его похоронах.
В 1917—1918 — первый председатель партии «Шуро Исламия» («Исламский совет»), выступал против организаций консервативного духовенства «Улема» и «Фукахо». В 1919—1920 возглавлял Духовное управление мусульман Туркестана. Вместе с чрезвычайным уполномоченным РСФСР в Хиве и Аму-Дарьинском отделе Г. И. Бройдо в 1920 объехал 14 округов, участвуя в проведении предвыборной кампании в Курултай Хорезмской народной республики. В 1921—1922 член Верховного суда Туркестанской АССР. В 1926 представитель от Туркестана на Всемирном мусульманском конгрессе в Мекке. Там вошёл в состав «мандатной комиссии» (так в источнике). По воспоминаниям сына: «Советское правительство поручило ему не голосовать за халифа. Он выполнил это поручение».
В 1933 арестован, вскоре освобожден. В 1937 вновь арестован по обвинению в создании панисламистской организации. В основе обвинения была поездка Кариева в Мекку в 1926 (в протоколах ошибочно в 1930). Якобы, вернувшись из хаджа, Абдувахит Кари (так в источнике) начал бороться за возрождение «Шуро Исламия» и одновременно когда-то враждовавшей с ней «Улема Джамияты». Роль вдохновителя панисламистского движения в Советской Средней Азии отводилась «агенту английской разведки <…> Хазрету Ибни Соуде», главному организатору конгресса в Мекке (очевидно имеется в виду Абдул-Азиз ибн Сауд <«хазрет» в переводе «святейший»>, так как именно он был инициатором проведения Всемусульманского конгресса в Мекке в 1926 году. Основателя династии Саудитов в то время как раз очень ценили в СССР за выраженную антианглийскую позицию).
Абдувахид Кариев скончался в ташкентской тюрьме через 3-4 месяца после ареста.

## Семья
Две жены и 8 детей к 1910 году. В 1917 году средний сын был отдан в Николаевскую гимназию, после чего старшие и младшие сыновья окончили советскую среднюю школу.
- Брат — Олим-кози, судья города Ташкента, дед физика С. А. Азимова[18].
- Племянник[e] — Акмаль Икрамов (1898—1938), секретарь ЦК Компартии Туркестана (1921—1923), 1-й секретарь ЦК КП(б) Узбекистана, отец писателя Камиля Икрамова[13].

### Рекомендованные источники
- Туркестанский сборник. Ташкент, 1907. Том 417. С. 85-177;
- Федоров Е. Очерки национально-освободительного движения в Средней Азии. Ташкент, 1925;
- Котляр П., Вайс М. Как проходили выборы в Туркестане. Ташкент, 1947;
- Мусульманские депутаты Государственной думы России, 1906—1917 годы: Сборник документов и материалов. Уфа, 1998;
- Котюкова Т. В. Выборы во вторую Государственную думу и деятельность туркестанских депутатов (1906—1907 годы) // Ozbekiston tarixi. 2000. № 3. С. 40-44;
- Котюкова Т. В. О деятельности туркестанских депутатов во второй Государственной думе // Общественные науки в Узбекистане. 2001, № 3. С. 44-47;
- Усманова Д. М. Мусульманские представители в Российском парламенте, 1906—1917. Казань, 2005.
- Российский государственный исторический архив. Фонд 1278, Опись 1 (2-й созыв). Дело 184; Дело 607. Лист 11;
- Центральный государственный архив Республики Узбекистан. Фонд И-461. Опись 1. Дело 367.

## Комментарии
1. ↑  По другим сведениям «умер в Ташкентской тюрьме в возрасте 82-х лет», то есть родился в 1855[1].
2. ↑  В источнике[2] приведено уточнение национальной принадлежности «сарт», восходящее к избирательным документам Кариева. Данный этноним, использовавшийся российской администрацией, не был в ходу у коренного населения Узбекистана.
3. ↑  Кроме Абдувахита Кариева в делегации участвовали: 1) её председатель — председатель Центрального Духовного управления, муфтий Ризаитдин Фахретдинов, 2) его заместитель — Кашшаф Тарджиманов (1877-1942)[10], 3) муфтий Крыма — Халил Мусляхеддинов, 4) от духовенства Татарии — Тагир Ильясов, 5) от духовенства г. Астрахани — Абдурахман Умеров 6) от мусульманского духовенства г. Петропавловска — Магди Магкулов и 7) от мусульман Москвы — Муса Бигеев[11].
4. ↑  Детально инструкции, полученные участниками конгресса, изложены в документе «№ 10. О Всемусульманских конгрессах в Каире и Мекке (по материалам спецосведомления и инопрессы)»[14].
5. ↑  Являлся ли он сыном сестры или брата — неизвестно.